# Pero Čimbur
Pero Čimbur (Knin, 1930. – Zagreb, 4. veljače 2002.), hrvatski novinar, književnik i heraldičar.
U Kninu je završio osnovnu i srednju školu. Diplomirao je jugoslavistiku na Filozofskom fakultetu u Zagrebu. Od 1957. do umirovljenja 1992. radio je na Hrvatskom radiju.
Pisao je dječju literaturu, putopise, eseje i scenarije, a posebnu pozornost svratio je svojim knjigama o fenomenu mucanja inspiriranim vlastitim traumatskim iskustvom. Posebno je volio heraldiku, kreiravši više grbova za općine i gradove, te zaštitnih znakova za razne ustanove. Sudjelovao je na nekoliko skupnih izložaba, a samostalno je izlagao u Karlovcu, Zagrebu i Crikvenici.
Dobitnik je nagrade Društva novinara Hrvatske (1961.), nagrade za esej časopisa »Žena« (1976.), nagrada »Školske knjige« (1983., 1988. i 1990.) za djela znanstveno-popularnog ili znanstveno-fantastičnog sadržaja, te nagrade beogradskih Večernjih novosti za feljton »Sve naše zastave« (1989.). Objavio je više knjiga, među kojima, »Iz putne torbe«, »Marko na Bemixu«, »Brod nad kojim nisu letjeli galebovi«, »Lady Machbet IV«, »Kako sam izliječio Pppetra«, »Zbogom mucanje« te knjige o Domovinskom ratu »E, moj sine« i »Vior«.